# Taldykorgan
Taldykorgan (tiếng Kazakh: Талдықорған / Taldyqorğan / تالدىقورعان), trước đây gọi là Taldy-Kurgan (tiếng Nga: Талды-Курган, cho đến năm 1993), là tỉnh lỵ tỉnh Almaty, Kazakhstan. Dân số năm 2010 là 143.407 người, phần lớn là người Kazakh.
Taldykorgan có một hệ thống giáo dục đa dạng, bao gồm một trường đại học, học viện, các tổ chức, trường cao đẳng đào tạo kỹ thuật, trường trung học và trường mẫu giáo. Có 27 cơ sở y tế công cộng, một rạp chiếu phim, khu vui chơi, thư viện, một rạp chiếu phim thành phố, sân vận động, phức hợp thể thao và các hồ bơi.
Thành phần dân tộc của Taldykorgan theo điều tra dân số năm 2010 như sau:
- Người Kazakh - 93.156 người (chiếm 64,96%)
- Người Nga - 36.532 người (chiếm 25,47%)
- Người Triều Tiên - 5.172 người (chiếm 3,61%)
- Người Tatar - 2.783 người (chiếm 1,94%)
- Người Đức - 1.581 người (chiếm 1,10%)
- Người Ukraina - 1.071 người (chiếm 0,75%)
- Người Uyghur - 962 người (chiếm 0,67%)
- Người Chechnya - 354 người (chiếm 0,25%)
- Người Uzbek - 302 người (chiếm 0,21%)
- Người Belarus - 177 người (chiếm 0,12%)
- Người Azerbaijan - 130 người (chiếm 0,09%)
- Người Ba Lan - 123 người (chiếm 0,09%)
- Người Kyrgyz - 102 người (chiếm 0,07%)
- Dân tộc khác - 962 người (chiếm 0,67%)